# Garcia I del Congo
Garcia I Mvemba a Nkanga va ser un manikongo del regne del Congo des del 27 d'abril de 1624 fins al 7 de març de 1626. Era fill del rei Pedro II. Va ser el segon i últim rei de la Casa de Nsundi iniciada pel seu pare el 1622. Quan Pere II va morir el 1624, García el va succeir pacíficament al tron. Abans del seu regnat, el seu pare havia acordat una aliança antiportuguesa amb la Companyia Holandesa de les Índies Occidentals. Quan els holandesos arribaren el 1624 a punt d'ocupar Luanda, António da Silva va interceptar la delegació de la flota a Soyo. Actuant contra els desitjos de la Casa de Nsundi, Silva va tractar d'ignorar del pla holandès-congo i va insistir que des de la mort de Pere II tot el que buscava a Garcia era la pau entre Congo i Portugal.
Hi havia aquells de la noblesa Congo que no volien deixar que la Casa de Nsundi continués al tron. A instàncies de les senyores reials a la cort, el duc de Nsundi Manuel Jordão va marxar amb l'exèrcit cap a la capital São Salvador. Garcia va ser forçar a fugir a Soyo amb la seva esposa i la seva àvia, i la dinastia Kwilu va recuperar el tron del Congo.